# Viola triloba
Viola triloba är en violväxtart som beskrevs av Ludwig David von Schweinitz. Viola triloba ingår i släktet violer, och familjen violväxter. Utöver nominatformen finns också underarten V. t. dilatata.